# 법률 (대화편)

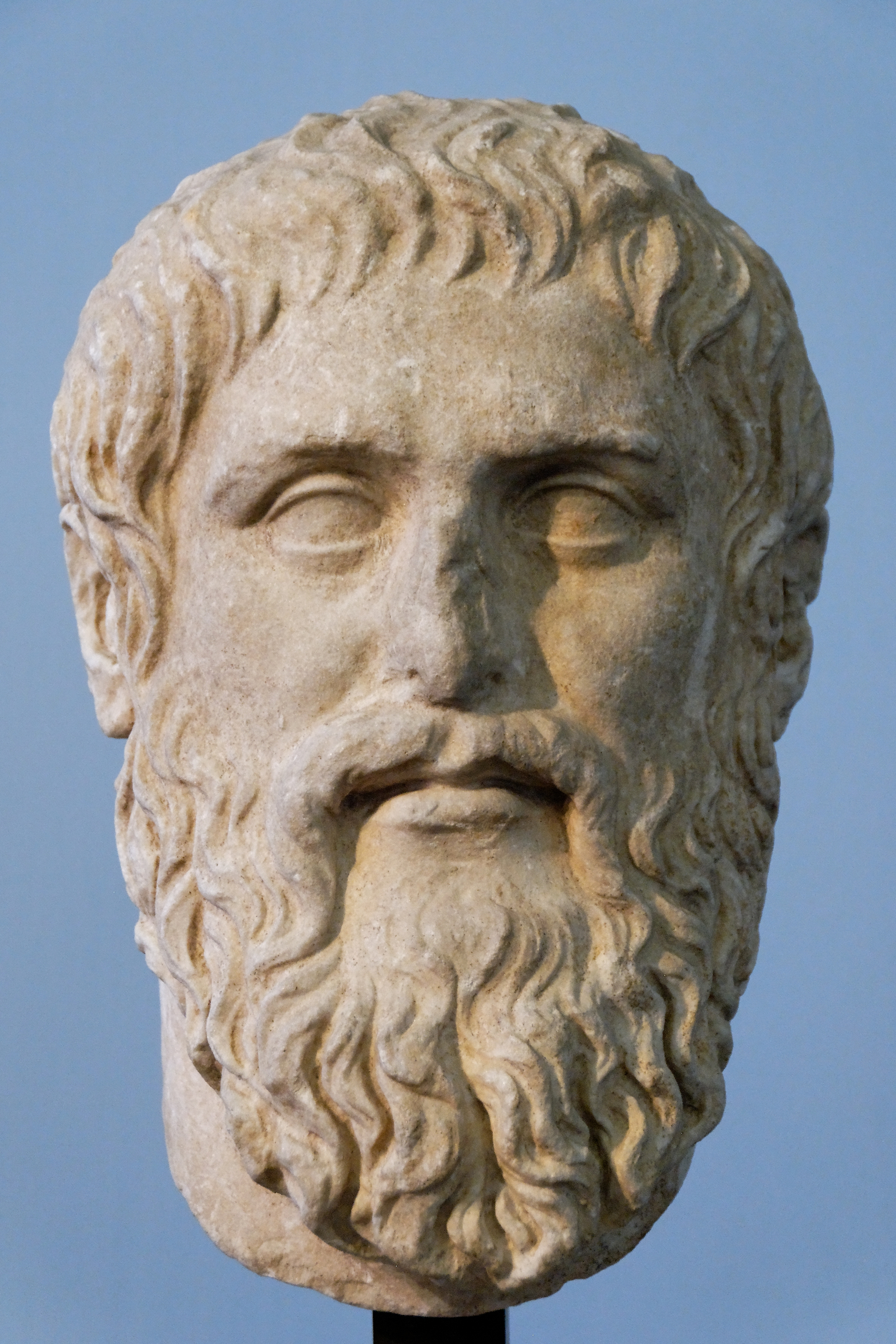

법률(法律, Laws)은 플라톤의 가장 긴 저작이자 최후의 저작으로 여겨진다. 플라톤의 후기 대화편에 속한다.
플라톤의 저서에 자주 등장하던 소크라테스가 등장하지 않으며, 'Phillip of opus'가 마무리 했다는 설이 있다. 소크라테스는 없으나 책에는 다수의 장로가 등장하여 대화를 통해 내용을 전개하고 있어 초기 대화편과의 연속성을 보여주기도 한다. 기존의 플라톤 저작이 주로 이상적인 것, 이데아를 탐구했다면, 이 책에서는 실현 가능한 차선책을 논하고 있는 점이 가장 큰 차이점으로 꼽힌다. 이는 위작 논란의 원인이기도 하다. 법에 의한 국가의 통치를 최초로 주장하였으나 어디까지나 이는 폴리테이아에서 탐구한 이상적인 철인 국가가 실현되기 어렵다는 판단에 따른 차선책이다.
플라톤은 이상적인 법치 국가를 폴리스를 모델로 한 가상의 국가, 'Magnesia'를 통해 제시하고 있다. 'Magnesia'는 현재 그리스의 테살리 지방 남동부로 여겨지며, 책에서는 이 곳으로의 이주를 통해서 인위적인 국가를 건설하는 내용에 대한 토의가 이루어진다. 전체적으로 당시 아테네와 유사한 폴리스의 형태를 띠지만 특별한 점도 있다. 'Magnesia'에서는 국가에 의한 토지의 균등 분배를 통해 주민들 간에 비슷한 경제 수준을 유지하며, 종교는 지극히 단순해진다. 민주주의와 과두제의 혼합 정체를 띠며 외부와의 왕래는 엄격히 제한된다. 국가는 360인 의회가 만든 법에 의해서 통치되며 남녀간의 제도적인 차별은 없다.

## 서지 정보
- 플라톤 저, 박종현 역주, 플라톤의 법률, 서광사, 2009
- 플라톤 저, 천병희 역, 법률, 숲, 2016
- 플라톤 저, 이창우·김인곤·김남두·강철웅·김주일·이기백 역, 플라톤의 법률1·2, 나남, 2018

## 같이 보기
- 김나시온
- 혼합정체